# 徐瀾
徐瀾（1464年—？），字文淵，順天府通州武清縣人，軍籍，明朝政治人物。

## 生平
順天府鄉試第九十名舉人。弘治六年（1493年）中式癸丑科會試第二百三十八名，三甲第二十九名進士。

## 家族
曾祖徐斌；祖父徐思孝，東阿知縣；父徐璟，稷山知縣。母劉氏。具庆下。